# 穆卡尼

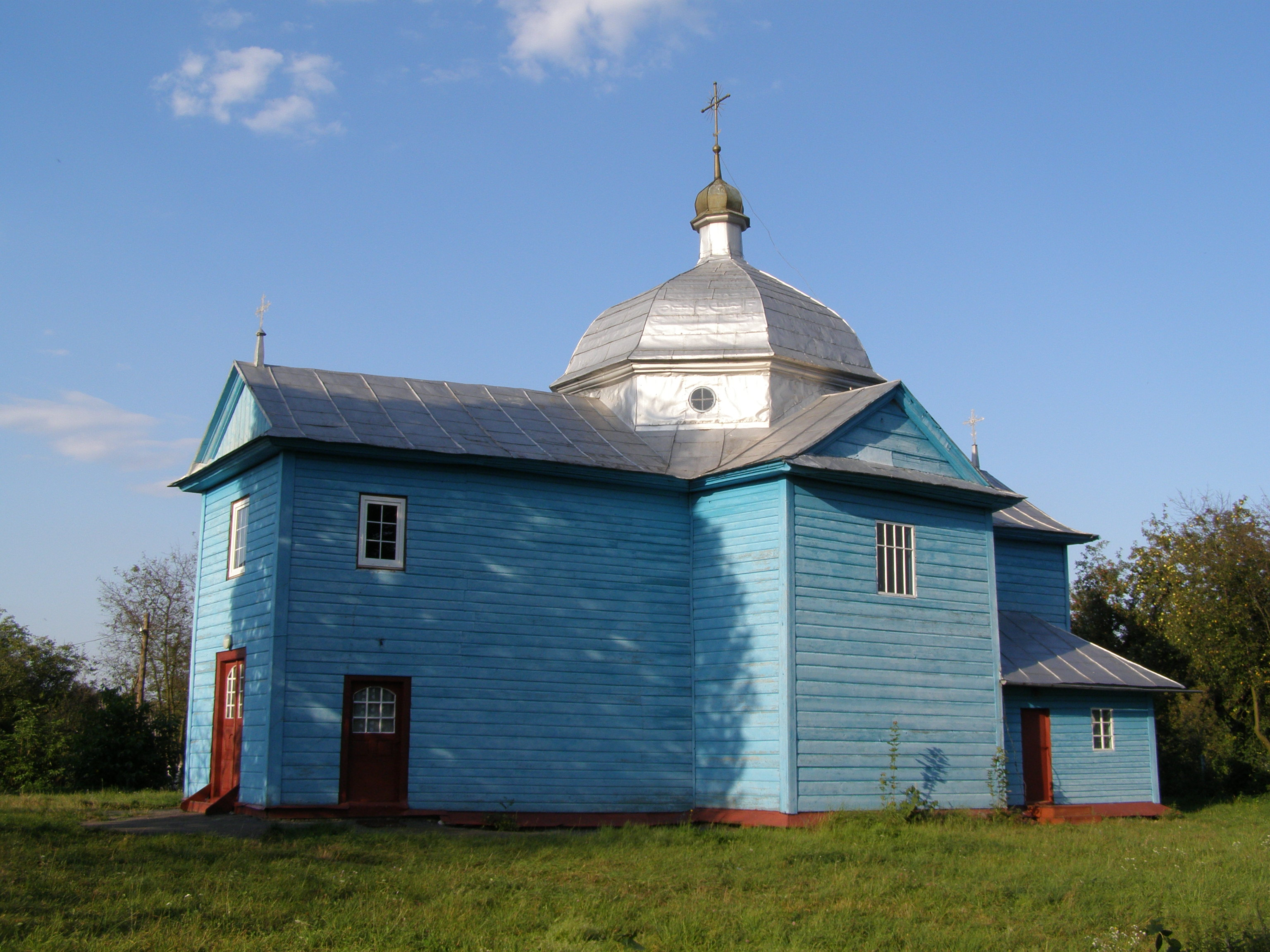

穆卡尼（烏克蘭語：Мукані），是烏克蘭西部的村莊，隸屬利維夫州的舍普季茨基區。該村始建於1467年，面積0.79平方公里，海拔高度215米，2001年人口200，人口密度每平方公里253.16人。
50°14′5″N 24°44′30″E / 50.23472°N 24.74167°E